# Janet Fraiser (Csillagkapu)
Dr. Janet Fraiser okos és szenvedélyes ember volt. Ő vezette a Csillagkapu Parancsnokság orvosi részlegét, ami azt jelentette, hogy sokféle szokatlan problémával kellett szembenéznie.
Janet Fraiser különleges személy volt. Kedves, mulatságos és tehetséges. És mindenekfelett bátor.

## Szerepe a Csillagkapu sorozatban
Amikor Janet Fraiser doktornőt először a CSKP-ra helyezték, a romlottakkal kellett szembenéznie, akik ellen ő, Teal’c és Daniel Jackson immunis volt. Miután Teal'cnek sikerült vérmintát szereznie a Fény földjének lakóitól, rájött, hogy ő és Daniel azért ellenállóak, mert antihisztamint szednek. Ezután több alkalommal segített a Parancsnokság emberein, csak úgy, mint idegeneken, sőt Goa’uld szimbiótákon.
Janet férjhez ment egy férfihez, aki ellene volt annak, hogy ő a Légierőhöz csatlakozzon. Így 1997 után nem is maradtak többé együtt, gyermekük nem született. Később örökbe fogadta Cassandrát, a Hanka bolygó egyetlen túlélőjét. Amikor Cassandra DNS-ét egy retrovírus módosította, a kétségbeesett Fraiser kényszeríteni akarta Nirrtit, a korábbi rendszerurat, hogy gyógyítsa meg őt. Amikor Hammond tábornok felajánlotta Nirrtinek, hogy cserében szabadon elmehet, Nirrti visszautasította, mígnem Hammond emlékeztette, hogy Fraiser Cassandra nevelőanyja.
Dr. Fraiser az 1-7. és a 9. évadban volt a CSKP orvosa, majd 2004-ben küldetés közben lőtték le a P3X-666-on, miközben egy sebesült katona életéért küzdött. Samantha Carter alezredes a doktornő gyászszertartásán mondott beszédében megemlékezett a sok megmentett emberről, akik Janetnek köszönhették életüket, többek között a teljes CSK-1, Simon Wells pilóta, Ian Hewles őrnagy és Conny Smith őrmester.

### Alternatív valóságok
- Egy alternatív valóságban Janet Fraiser megvizsgálta Samantha Cartert, aki férjével gyermekvállalási nehézségekkel küzdött. Janet rájött, hogy Samnek sosem lehet gyermeke, bár az Aschen orvosok szerint minden rendben volt nála. Amikor tovább nyomoztak, kiderítették, hogy az Aschenek az egész emberiségnek nagyjából a 90%-át sterilizálták egyfajta harc nélküli hatalomátvétel céljából. A problémába beavatták Teal'cet, Danielt és O'Neillt, és együtt találták ki a tervet, mellyel az eseményeket meg nem történtté tehették. A terv megvalósítása során a CSK-1-et megölték, Janet a Chulakra menekült még az akció megkezdése előtt.[6]
- Egy másik valóságban Janetet nem lőtték le a P3X-666-on, és a CSK-1 tagja volt. A mi valóságunkban élő Janethez hasonlóan ott is orvosként dolgozott.[7]

## Forgatás
Teryl Rotheryt a Csillagkapu sorozat írója és producere, Jonathan Glassner és Brad Wright kérdezte meg, eljátszaná-e Dr. Janet Fraiser szerepét. Egy interjúban megkérdezték tőle, milyen volt orvost játszani a Csillagkapu sorozatban. Teryl azt válaszolta, „csak hűnek kellett lenni a karakterhez. És mint az orvosoknak általában, tudnia kellett, mit csináljon, mit mondjon.” A felvételek során ehhez sok tanácsot és segítséget kapott az egészségügyi tanácsadóktól. A színésznő többször is nyilatkozta, hogy csodálja a karaktert erejéért és intelligenciájáért. Az első két évadban Rotherynek nem volt állandó szerződése a produkcióval, minden egyes epizódra, melyben szerepelt, külön kérték fel. A 3. évadtól már szerződést köttetett magának a producerekkel. Rothery így nyilatkozott saját életéről:
Egy színész életében mindig vannak hullámvölgyek és csúcspontok. Van úgy, hogy rengeteget munkád van, és van, hogy... És ha egy olyan sorozatban játszol, mint a Csillagkapu, ez a munka hét éven át tart. Ez egy ajándék.
A 7. évadban történt halála után különböző híresztelések voltak arról, hogy szerepelni fog a sorozatot követő Csillagkapu filmben, azonban ez nem történt meg. Teryl szerint ez amúgy is valószínűtlen volt, mivel semmi kapcsolata nem volt a producerekkel a 7. évad után. A sorozatbeli halála előtt Robert C. Cooper producer felhívta Teryl-t, és azt mondta: „Ez az utolsó évünk, ezért azon gondolkozunk, hogy megölünk valakit a főszereplők közül.”. Janet Fraisert tehát azért ölték meg, mert a producerek a 7. évad idején azt hitték, az lesz az utolsó évad, és úgy érezték, szükséges egy főszereplő megölése.

## Külső hivatkozások
- Stargate Wiki